# ソランジュ・クリンカ
ソランジュ・アンヌ・クリンカ（Solange Anne Koulinka、1958年-）は、コンゴ共和国の女子ハンドボール選手。現役時代は赤い悪魔('Diables rouges')と呼ばれた。
1980年に開催されたモスクワオリンピックにコンゴ共和国から初のオリンピック出場となったハンドボールチームを率いて出場した。ソビエト連邦、ユーゴスラビア、東ドイツ、ハンガリー、チェコスロバキアといった当時のヨーロッパの強豪に勝ち星を挙げることはできなかったものの、クリンカはチームのエースとして総得点の46点のうち19点を得点した。
現在はコンゴ共和国の隣国であるガボンにおいて女子ハンドボール代表チームのコーチを務めている。